# Лонський Віталій Олексійович
Віталій Олексі́йович Ло́нський (11 квітня 1927, с. Обухівка, Бердичівський район, Житомирська область — 20 квітня 2004, м. Бердичів) — український тренер зі стрибків у висоту. Заслужений тренер СРСР. Почесний громадянин міста Бердичева, кавалер ордену «За заслуги» 3-го ступеня.
Виховав цілу плеяду знаменитих стрибунів, серед яких Валерій Скворцов, Рустам Ахметов, Анатолій Мороз та інші.
Жив і працював у Бердичеві.

## Біографія
Лонський Віталій Олексійович народився 11 квітня 1927 року в селі Обухівка Бердичівського району в сім'ї робітника.
З 1946 року — студент Бердичівського механічного технікуму, де захопився спортом й здобув першу перемогу в стрибках у висоту. 1948 року після закінчення технікуму став працювати спеціалістом з холодної обробки металу на заводі «Прогрес».
В 1951 р. вступив до Київського інституту фізичної культури.
Після закінчення вузу (1955 р.) працював викладачем фізичної культури в Бердичівському ремісничому училищі, згодом лаборантом кафедри фізичного виховання Бердичівського педінституту. З 1958 р. — педагог-тренер юнацької спортивної школи (Бердичів). Ним була розроблена власна методика підготовки спортсменів-стрибунів високого класу. З 1959 по 1972 рр. в місті, де нараховувалося 13 загальноосвітніх шкіл і одна дитяча юнацька спортивна школа (ДЮСШ) Віталій Лонський підготував 18 майстрів спорту, виховав 4 майстри міжнародного класу. Кожен третій учень спортивної школи Віталія Лонського виконував нормативи майстра спорту. 2005 року вихованець школи Юрій Кримаренко став переможцем чемпіонату світу з легкої атлетики у Гельсінкі.
З 1964 року Віталій Олексійович майже 10 років працював тренером збірної країни зі стрибків у висоту. В 1967 році В. О. Лонський очолив десятку найкращих тренерів з легкої атлетики в Радянському союзі. У 1968 році удостоєний звання «Заслужений тренер СРСР».
Статті В. Лонського з методики стрибків публікувались в багатьох виданнях, в тому числі і за кордоном, а книга «Что вам сказать про висоту?» (1972 р.) була визнана найкращою серед тематичних видань. В ній він розповів про власну педагогіку й методику підготовки спортсменів.
8 квітня 1987 року рішенням виконкому міської Ради № 172 за активну участь у громадсько-політичному житті міста старшому тренеру з легкої атлетики ДЮСШ обласної ради «Авангард», заслуженому тренеру СРСР Лонському Віталію Олексійовичу присвоєно звання Почесний громадянин міста Бердичева. Нагороджений орденом «Знак Пошани».
Помер 20 квітня 2004 року.
В Бердичеві на вулиці Європейській (Карла Лібкнехта до 2015 року) у 2003 році закладений бульвар, на якому 20 серпня 2005 року на День міста відкрито Арку на честь пам'яті про Віталія Лонського.

## Праці
- Что вам сказать про высоту? Серия «Спорт и личность», кн. 16. — М., 1972. — 203 с.